# 野口清
野口 清（のぐち きよし、1877年 - 1930年）は、日本の柔術・剣術家。号は潜龍軒、一威斎。名は兼信。
神道六合流柔術と神道扶桑流剣道の創始者である。明治時代に兄の野口正八郎が始めた帝國尚武會で師範長を務めた。昭和頃に帝國尚武會の会長となった。
別名、野口潜龍軒（のぐちせんりゅうけん）。

## 経歴

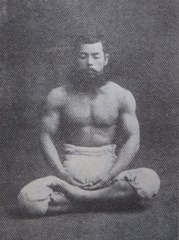
丹田集力法を行う野口

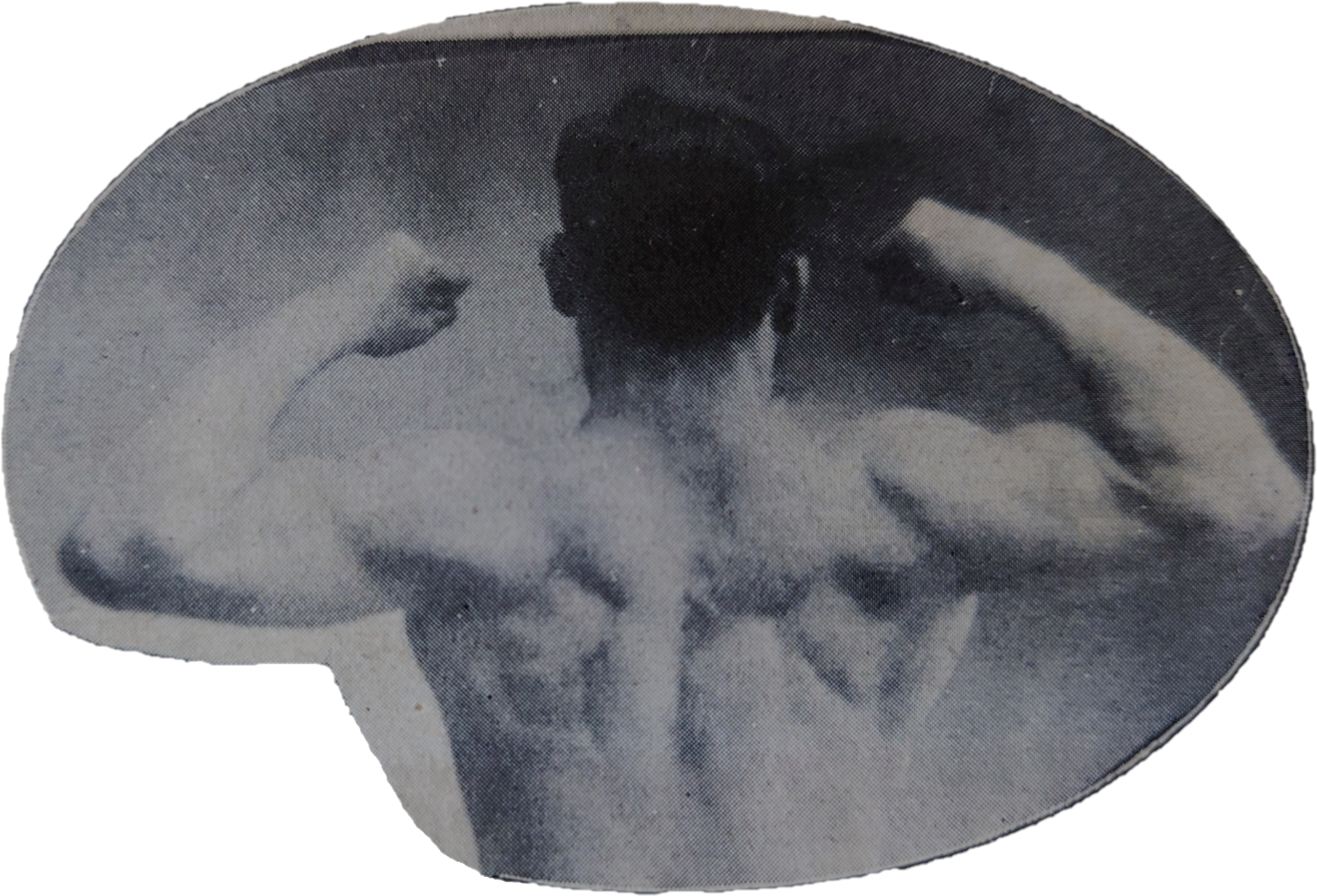
野口の背筋

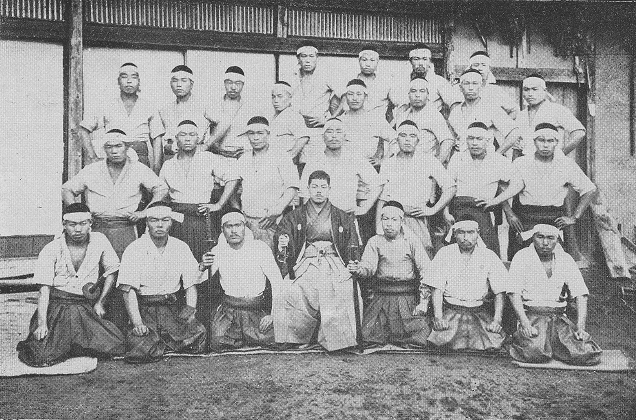
野口と第一期生の門人

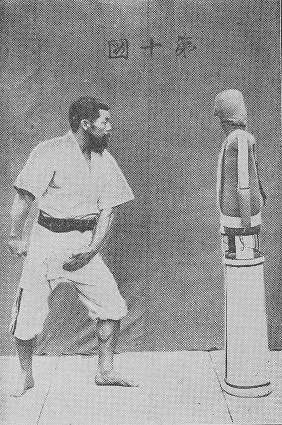
野口式柔術独習器

1877年（明治10年）10月、栃木県下都賀郡絹村（後の小山市）の野口長重の次男として生まれる。野口家は幕府旗本大森信濃守の末裔である。父長重は大日本武徳会に所属する剣術家であった。また、兄の野口正八郎は帝国尚武会を設立して武術の通信教育をしたことで知られている
。幼少より父長重から夢想流柔術、無念流剣術を学ぶ。
野口淸は地元の学校を卒業後、1887年（明治20年）に上京し東京柳原英語学校に入り英語を学んだ。また神田錦町にある錦城中学に入って学問を修めると同時に吉田千春の柳真館に入り天神真楊流柔術を修行した。
地元で田中正孝から漢学を学んだ。1888年（明治21年）に水戸中学校に入学し、1893年（明治26年）に卒業した。再び東京に出て東京法学院に入り法律学を修めた。東京法学院の抜擢試験に合格し、1895年（明治28年）に台湾総督府の政務部官に任命され台北市、基隆市等で勤務した。その後中国各地を遊歴して1898年（明治30年）に帰国。同年に野口正八郎と共に栃木県から上京し下谷区に武徳館道場を開いた。しかし、道場経営が振るわず1898年(明治31年)に兄を残して帰郷し後の茨城県結城市に道場を開いた。
修学中に剣術、柔術などの武術を修行した。初め野口は栃木県下都賀郡絹村に伝わっていた夢想流で柔術の手解きを受けた。また東京市神田錦町の吉田千春より天神真楊流柔術を学んだ。さらに神道無念流、起倒流、揚心古流、真蔭流、真之神道流、気楽流を学び奥儀を極めた。他に講道館柔道、相撲、ヨーロッパやアメリカの格闘技（ボクシング、レスリング）、中国のシュアイジャオなども研究している。
1898年（明治31年）に一種の真理を発見して夢想流・無念流・起倒流・楊心流・真蔭流・真之神道流・気楽流から神道六合流柔術を開いた。同年に茨城県結城町に武徳館を開き神道六合流柔術と英語の教授を始めた。
茨城県結城町の武徳館は1900年(明治33年)で門人100余人、1903年（明治36年）2月時点で1400余人、明治36年10月頃には1600余人で各地に数十の支部道場を設けていた。
1903年(明治36年)、柔術が時代に合っていないと考え法律学を研究するため再び上京するが、東京に残っていた野口正八郎に説得され帝国尚武会師範長となった。発足当初は東京市下谷区龍泉寺町に本部があったが、後に東京市麻布区木村町に移転した。
1906年（明治39年）に日比谷公園で行われた東京市内柔術道場の他流試合「英国艦隊歓迎試合」に帝国尚武会代表として出場し、決勝戦まで進んだが他流の柔術家で後に講道館柔道九段となる高橋喜三郎と戦って準優勝となった。一説には高橋喜三郎と引き分けたされる。
1908年(明治41年)に清国官憲に招聘された。また同年に天津租界で開催された「日本武術大會」で飛び入りした巨漢のフランス軍人を三回投げた後に絞め落として勝ち朝日新聞や台湾日日新報等に記事が出た。
1910年6月（明治43年）清国北京の京師高等巡警学堂（旧京師警務学堂）の柔術教授として月給150元で招聘された。
柔術の投技、締技、逆技、当身を一人で稽古できるようにするため野口式柔術独習器を開発し、1912年5月15日（明治45年）に特許を取得した。
1913年（大正2年）5月1日、友愛会に体育部を新設し会員に尚武会準会員証を発行して、帝国尚武会道場で無料で柔術の教授を受けられるようにした。同年6月に野口清は友愛会の評議員に就任した。
1915年11月30日（大正4年）、カリフォルニア州サンフランシスコでアド・サンテルと戦い、始終サンテルに圧倒された末に組み敷かれて敗れた。
日本陸軍憲兵学校で柔術教師をしていたことがあり、1923年に行われた帝国尚武会の祝賀会に憲兵隊を招いている。

大正時代に従来教えていた神道無念流と一刀流を捨て、新たに剣術二十数流派の各特長を取捨選択した神道扶桑流剣道を開いた。
帝国尚武会で通信教授用のテキストを数多く出版した。
野口清は整骨の研究もしており整法を詳細に解説した整法百技詳解を刊行している。また柔道整復術の公認運動にも参加していた。大日本柔道整復師会結成後は、東京府柔道整復師会に所属し昭和3～4年には理事に選任された。東京市四谷新宿に野口筋骨病院（野口整骨院）を開いていた。昭和頃に稲葉太郎が名誉会長を務めた接骨学会に野口清の門人が多く加盟していた。
昭和頃に帝国尚武会の会長となった。1930年（昭和5年）に死去。野口清の後は長女の配偶者である永井慶雄が継いだ。

## 中国における神道六合流と野口

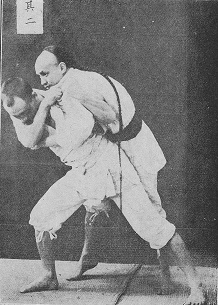
受、清国の門人。
辮髪である。

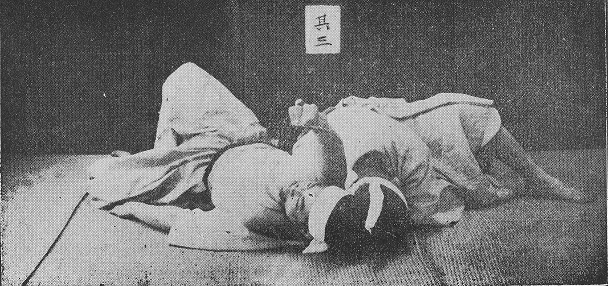
神道六合流制定型「襷締」

1908年(明治41年)に兄の野口正八郎が清国官憲（警察機関）に招聘された際に、正八郎の代理で清国に渡り神道六合流を教授した。同年に日本軍の支援を受け天津租界に天津武術會、また上海租界に虹口道場を開き柔術、剣術などを指南した。天津租界に於ける柔術は、1908年（明治41年）に野口清を迎え官民力を合わせて普及に努め同好者の数を増やし、1914年（大正3年）に清国駐屯軍司令官佐藤鋼次郎からの一千元の寄付を基礎に一般の寄付金を加えて花園街に演武館を建立した。
1910年6月（明治43年）に清国北京にあった京師高等巡警学堂（旧京師警務学堂）の柔術教授として月給150元で招聘された。

## フランス軍人との試合

### 新聞記事の内容
野口清が天津租界に立ち寄ったことを好機として、在留官民有志の発起で1908年(明治41年)5月24日に天津租界の北清駐屯軍病院庭内で「日本武術大會」を開催された。この大会は、イギリス、フランス、ドイツ、清、諸国兵の大力選手は飛び入り勝手として行われた。
この大会で飛び入り勝負を試みた者にフランス駐屯軍のモッセルという砲兵がいた。モッセルは、当時の横綱常陸山谷右エ門より遥かに大兵肥満の巨漢であった。最初は初段の渡瀬と取り組んだが、モッセルはズボンのみで上着を脱いで上半身裸となっていたため掴むめず、渡瀨は小児のように弄ばれた。そして、モッセルは他の人に変わるように要求した。次は二段の伊原が出て一回モッセルを投げるが、投げただけでは勝ちとならず逆にモッセルに投げ倒され動けないように抑え込まれた。モッセルは立ち上がり野口清に勝負を迫った。野口は日本人の中でも一層小柄であったが、笑みを含めてモッセルと立合い二回投げた。さらに立ち向かうモッセルを投げ倒し神道六合流の「襷締」で抑えたが、モッセルはこれを外そうと力を込めたため喉が締まって気絶した。野口は従容としてモッセルを静かに抱き起こし、気合いを掛けつつ活法を施して瞬間に蘇生させた。この間の技の敏捷と平然とした態度に観客一同に深く畏敬の念を起こさせ、その後イギリス、ドイツ、清三国の選手は試合場に上ることを避けて屏息した。
日本武術大會におけるこの勝負は日本柔術の真価を天津租界に紹介した結果となり、天津租界で発行された外国の新聞は日本武術、野口清を賛称したとされる。

### 野口が記した試合内容
1908年（明治41年）の春に世界漫遊の途中で天津租界に来た当時は日露戦争直後で日も浅く日本を始め列強諸国の駐屯軍が多かった。北清地方には野口の知人や門弟が多くいた。野口が清朝の官憲顧問として招聘されたのはその後のことであった。当時はあまり日本武術が世界に紹介されていなかったので、野口が来たのを機会にして歓迎会を兼ねて天津武術大会が開かれた。

#### 天津武術大会開催
会長は中村駐屯軍司令官（中村少将）で副会長は天津総領事の小幡酉吉が務めた。発起人は磯部昌朔参謀、鷲見中佐、嘉悦敏中佐、長尾軍医正、野澤中佐、矢上主計正、林隊長、米、中島、三浦、皆川であった。北清駐屯軍病院の庭内に会場を設けて行われた。
当日の来賓は各国軍司令官及び将校、各国総領事と館員、各国新聞記者と通信員、清国の揚総督、海関道、天津道、天津鎮、洋務局、南北段巡警局員などが来ていた。他に参加者が数千人で東洋のオリンピック競技のような壮観であった。
競技の種目は弓術、撃剣、柔術であり、当時は外国人側からも選手を出して戦うということだったので北京から参観に来るものが数知れず非常に評判であった。このような会合は東洋でも西洋でも類のなかったことで日本人側はこれを機会に日本固有の武術を外国人に見せて驚かせようと期待していた。しかし、発起人などは外国人選手に勝てるかどうかという非常な心配を懐いていたので嘉悦中佐などは野口にその意を告げてよろしく頼むと言ってきたという。

#### 柔術試合が始まる
いくつかの試合が終わり最後に柔術の番になって日本選手は盛んに試合を行った。しかし外国人は日本柔術を知らないので「あれは舞踊のようなものであり、実力の争いでもなんでもない武術の末技である。」などと話している者がいた。この中にフランス軍人のモッセルという砲兵がおり、モッセルは世界の巨漢と言われたほど巨大な男で力が限りなく強く、フランスで行われたレスリングの選手であった。モッセルは口を極めて日本柔術を罵倒して「吾輩が一度場に立てば小兵の日本人などは向かう所敵がないであろう。」と冷笑した。モッセルが有名な力自慢の男であり、さらにモッセルが習得しているレスリングというものは極めて猛烈で粘り強い格闘技であるという話を聞いていたので内心少なからず恐れを懐いていたが、その傲慢無礼な態度に皆憤慨していた。

#### モッセルと柔術家の試合
やがてモッセルが出てきて試合場の中央に仁王立ちとなって日本柔術家に勝負を挑んてきた。最初は門人の渡瀬初段が相手をすることになったが、モッセルは山のような巨漢ですぐに渡瀬は圧迫されて終には鷲掴みにされたまま子供のように弄ばれた。外国人側は喝采しており、日本人が声援しても渡瀬はただモッセルの掌中でもがくのみであった。
渡瀬初段に容易く勝ったモッセルは門人の伊原二段と立ち合った。伊原は掴まれた敵わないと思ったのか場内を右へ左へ避け廻り遂に隙を見て一度モッセルを投げた、しかし、レスリングでは肩を土に付けられなければ負けではないので平気で立ち上がり掛かってきた。これにレスリングでは負けではないが柔術では立派に勝っていると言って一悶着が起こったがモッセルは決して負けではないと言って承知しなかった。

#### モッセルと野口の試合
猛り狂ったモッセルはそれではと言って野口清に勝負を挑んだ。野口もモッセルの態度を最初から快く思っておらず、挑まれては引くに引かれない武術家の身であったため、さらばと言って場に下りた。日本人でも小さい方の野口が近づいて見たら、モッセルは筋骨が飽くまで逞しい六尺（182cm）の大男でありその偉大な体格に野口は驚いた。さらにモッセルは洋服のズボンを履いていたが上半身は裸でありどこにも掴むところがなく、山をも抜く巨腕に掴まれたら最後どうすることもできないと野口は思案した。
モッセルは早くも掴みかかったが、野口は躊躇せずに鉄より固いモッセルの腕を取って三間ばかり後ろに投げつけた。ところが仰向きに投げ倒されながら「腰と頭は地に付いたが肩はまだ付かぬ。」と言ってまた掛かってきた。それではと言って野口は再びモッセルを投げた。ところがモッセルはそれでも降参しそうになかったので、起き上がらないうちに野口はすかさずモッセルを抑えつけた。起きようとしてもがくのを強く抑えて付けたのでモッセルの咽喉が締まってとうとう絶息した。
いかに柔術の試合とは言っても殺してしまっては外国人も黙ってはいないので、日本人が狂喜の如く喝采している間に外国人側は総立ちとなって怒り出した。しかし、いかに投げられても押さえつけられても負けたと言わないモッセルでも死んでしまっては負けたのだろうと総立ちになっていた数百人の外国人もそれは認めたので、勝負の問題を棚に上げて責任問題を持ち出した。
野口は「由来勝敗の極はここに至るものだ。死ぬのがいやならなぜ死なぬうちに負けたと言わぬ。」と言い放った。野口は折を見て、もうこれでよいと思いモッセルの死体を引きずり出して活を入れた。しかし、ただ黙って生かしては面白くないと思い、息をつき出してから一歩退いて大喝一声気合を掛けたところ、その声でモッセルはハッと目を開いた。外国人は活法はなく野口の気合で生き返ったと思ったので満場目を見張って声を出すものはいなかった。日本人側もこれで安心と胸をなで下ろしたが、会長の中村司令官は弁解を恐れて逃げ出したとのことで席にいなかった。
これでもう試合をするものもなく外国人は柔術は神術といって褒めそやした。
天津武術大会は終わり一同写真を撮って分かれた。野口と試合をしたモッセルも頭を掻きながら写真の列に加わったという。

## アドサンテルとの試合
1915年11月30日（大正4年）、カリフォルニア州サンフランシスコでアド・サンテルと戦い敗北した。三本勝負で二本取った方が勝ちとなるルールで行われた。
一本目は、サンテルに土俵へねぢ伏せられ上になり下になり虚々實々秘術を盡したが、サンテルの力のため野口は技術を應用する事ができず、殆んど野口の両手はサンテルにねじ伏せられ約十五分間の後首絞めで敗れる。休憩三十分の後の二本目の勝負で、野口は善く戦ったが約十分余にしてサンテルの胴絞のため敗れた。この時、サンテルに組み敷かれ股の間より髭を捻りながらニツコリと笑い「とてもかなはぬ」と舌を出し降参したとされる。

## 柔術
乱捕と形からなる。
乱捕では足業、手業、腰業、横捨身業、眞捨身業と講道館柔道に近い分類法を採用する一方、出足掃、體落、巴投を３つを基本に、そこから派生する技を効率よく練習できるように投技を出足掃系統技、體落系統技、巴投系統技に分類していた。各系統の技を順に稽古することにより既に会得した技と次に学ぶ技との差異が少なくなるように工夫されている。捨身技、絞技、抑技には現在ではあまり見られない技なども含まれていた。
また、日本の相撲、中国の体術、ボクシング、レスリングに対する柔術の試合法を伝えていた。

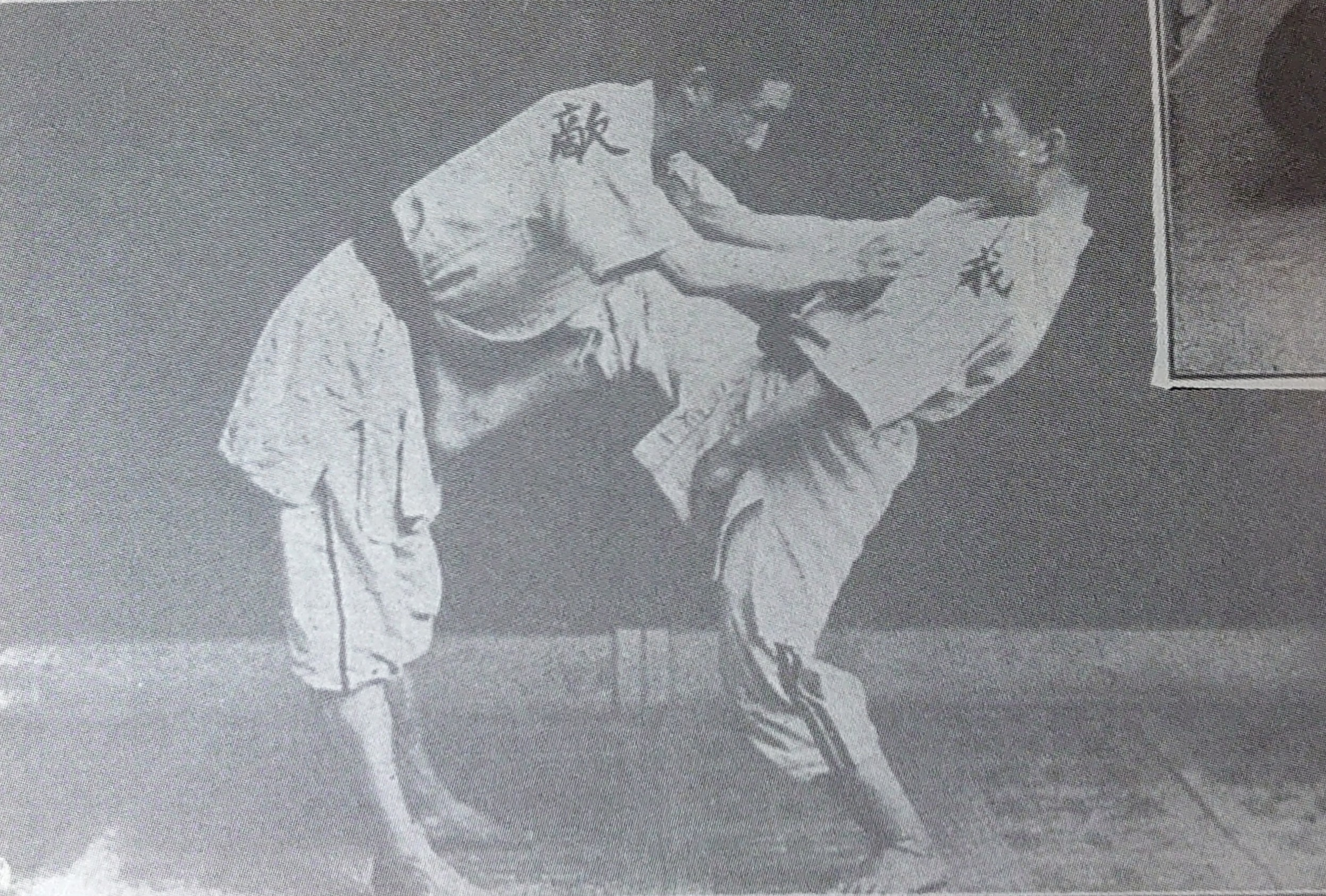
1893年(明治26年)頃に野口清が編み出した潜龍巴。 片手で斜め前に崩して投げる技[8]。
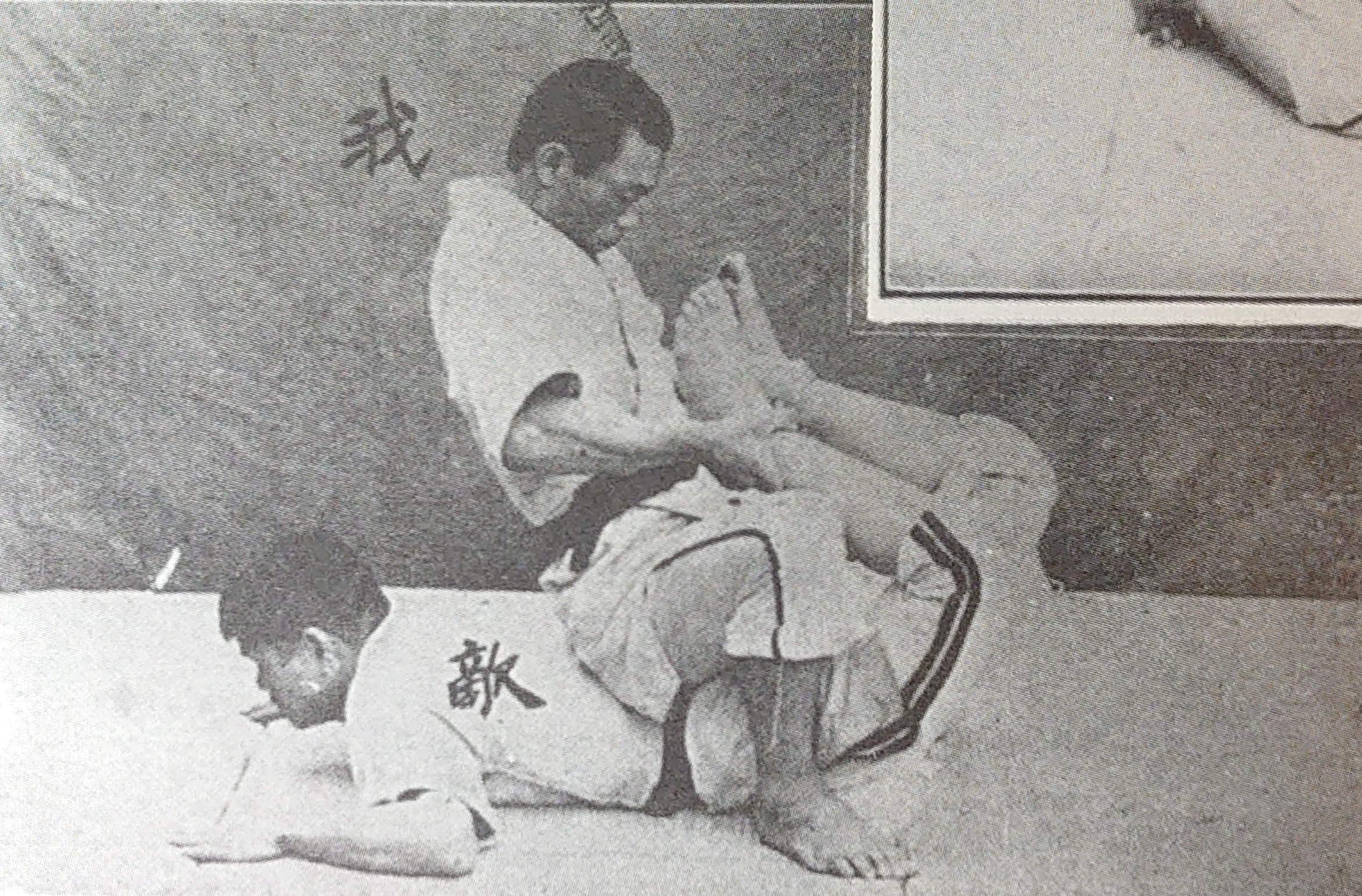
逆エビ固めに似た神道六合流の鯱締（裏締）

## 剣術
初期の帝国尚武会では神道無念流と一刀流を教えていた。
後に神道無念流と一刀流、天然理心流、新影流、中條流、彌生流、吉岡流、卜伝流、柳生流、鐘巻流、一刀正伝無刀流、北辰一刀流、渋川流、新心流、神道一心流、他十数流派の特徴を取捨選択し工夫を加えて神道扶桑流剣道を開いた。
形と乱打（防具稽古）からなる。二刀、小太刀、薙刀、槍、銃剣を想定した稽古も行っていた。

神道扶桑流
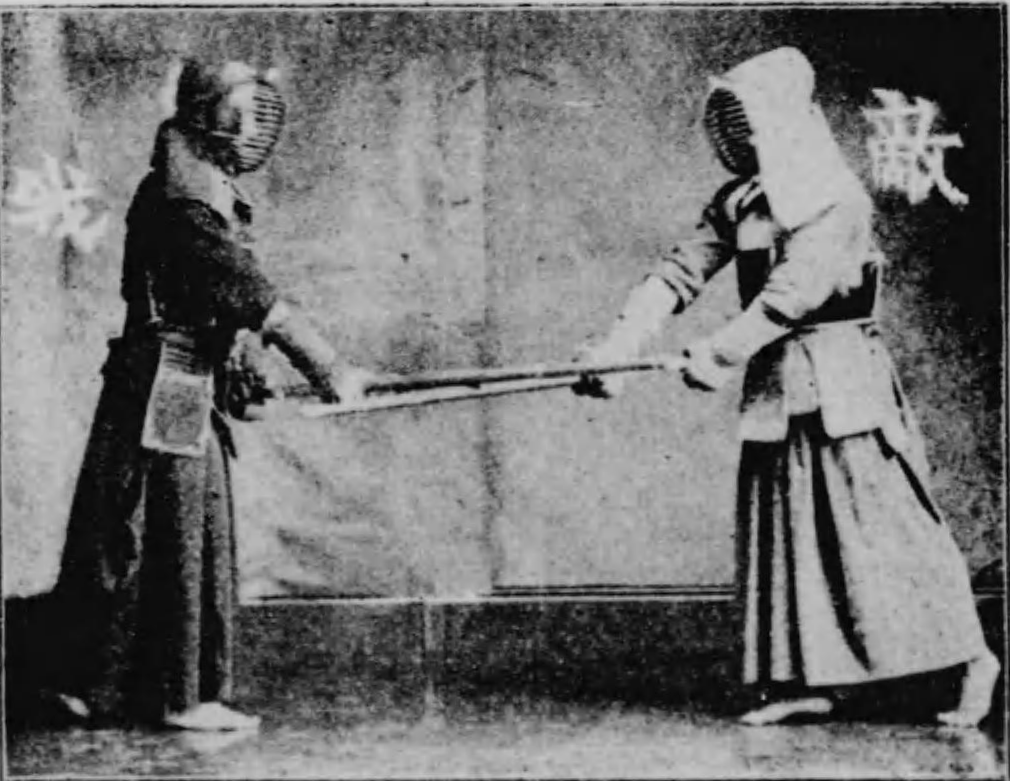
防具稽古
小太刀対薙刀
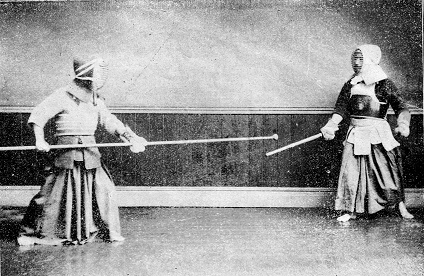
小太刀対槍
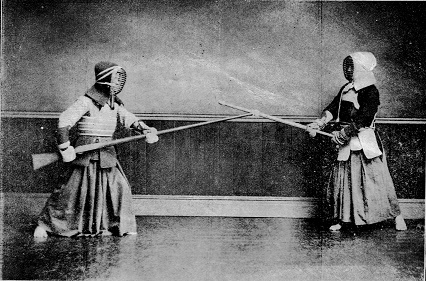
剣対銃剣
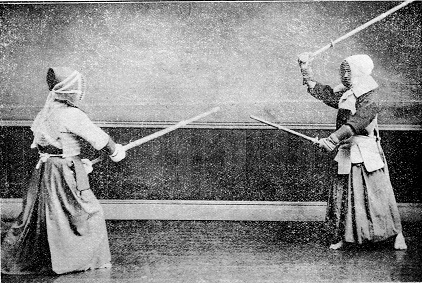
剣対二刀
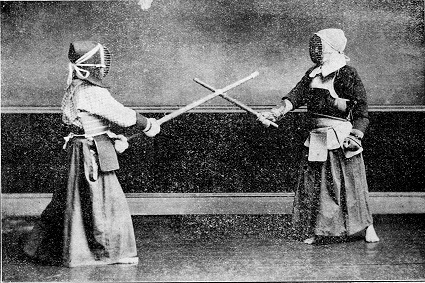
剣対小太刀
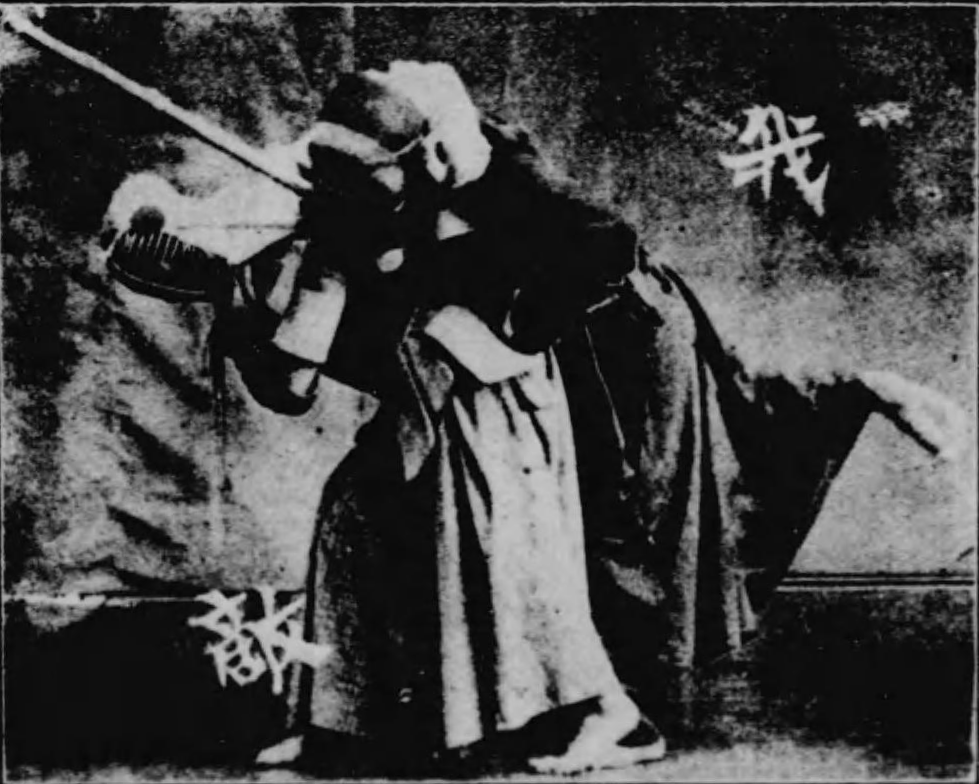
神道扶桑流巻倒し
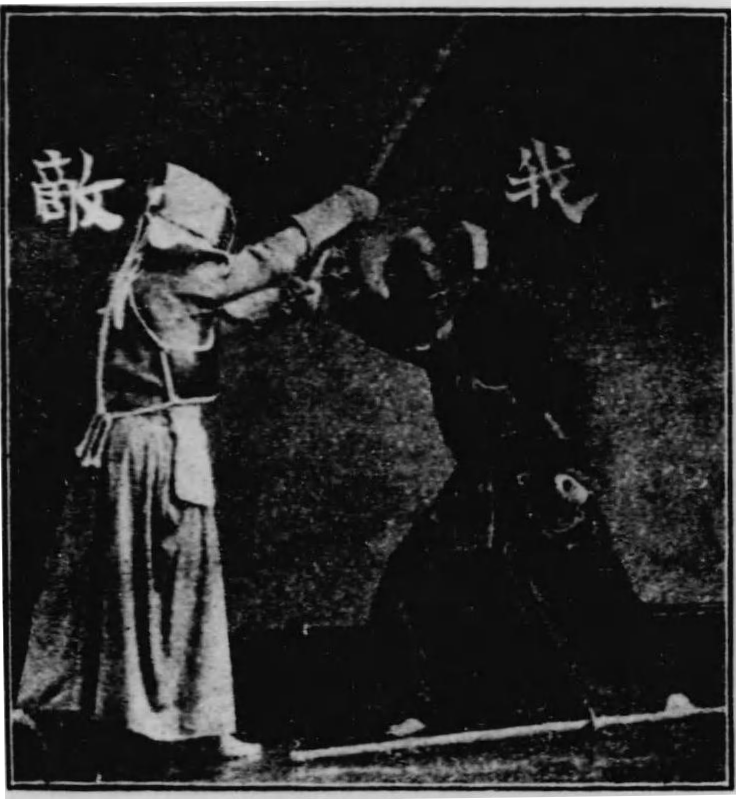
剣を落とされた際に飛び込んで巻倒を掛けるところ

## 独習法と通信教授
明治時代に柔術一人稽古用の野口式柔術独習器を開発し、1912年5月15日（明治45年）に特許を取得した。
柔術の全ての技、投技、締技、逆技、当身を一人で行うことができ、また上体だけ分離して居捕の練習をすることもできた。
サンドバッグに近い形状の剣道用独習器「扶桑流切り返し打込独習器」もあった。これは門人の河合昇道と協力し開発したものである。

野口式柔術独習器
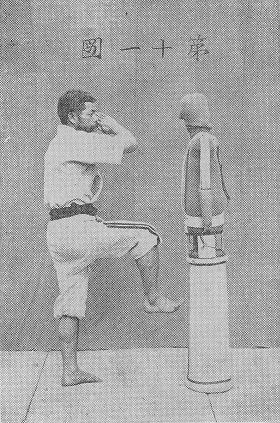
独習器に当身を入れる野口
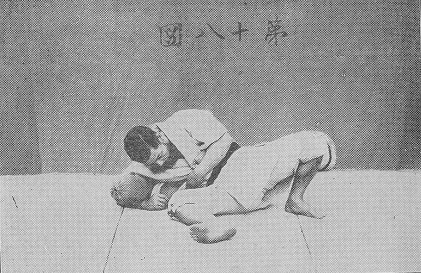
独習器に襷固を掛ける野口
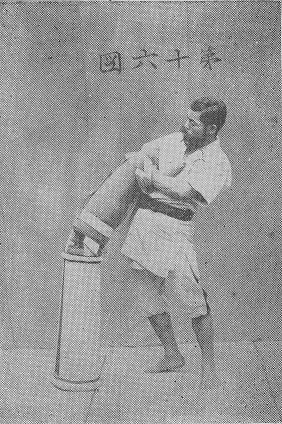
独習器に頸挫[注釈 7][11]を掛ける野口

剣術用の独習器
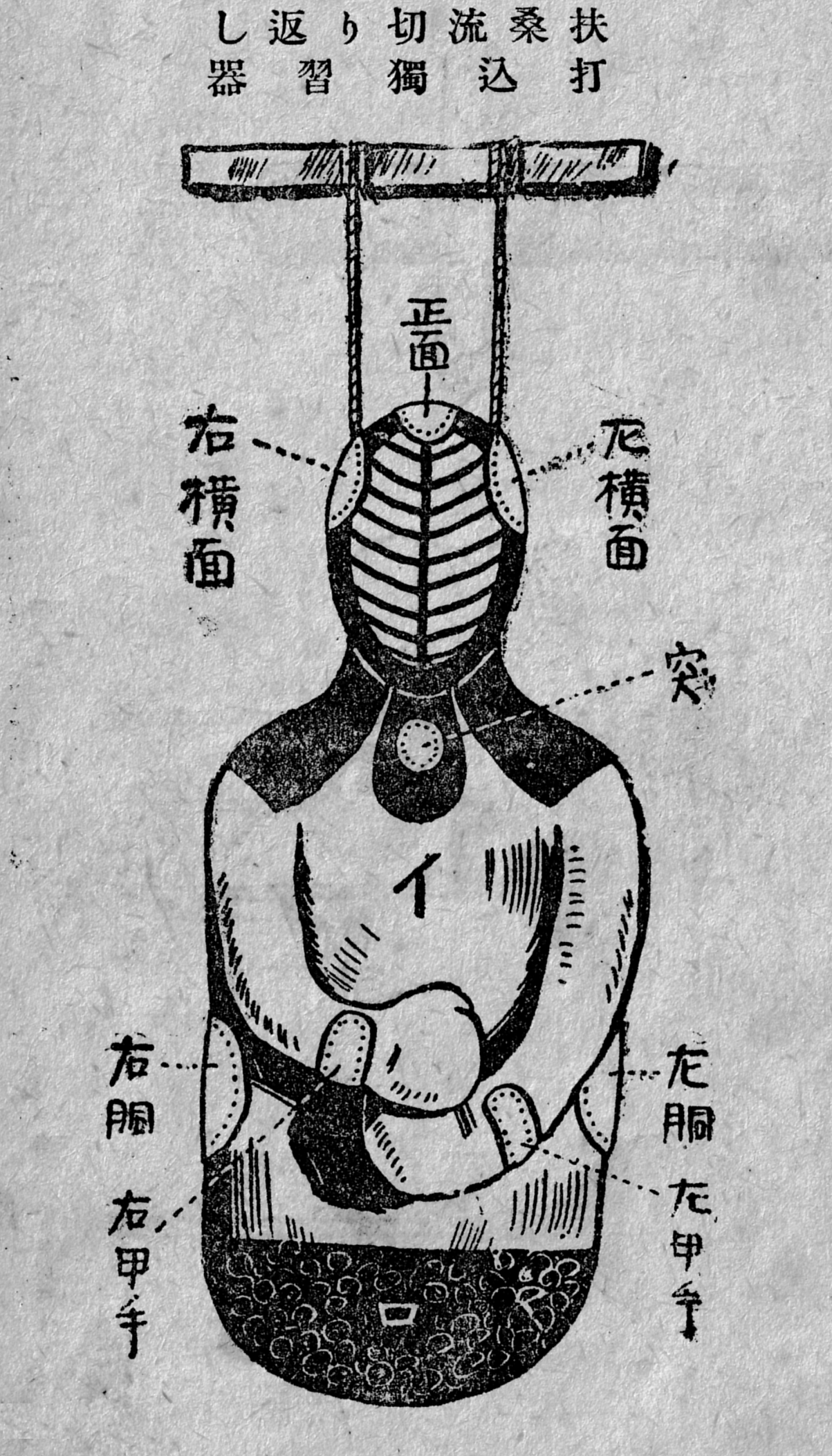
扶桑流切り返し打込独習器
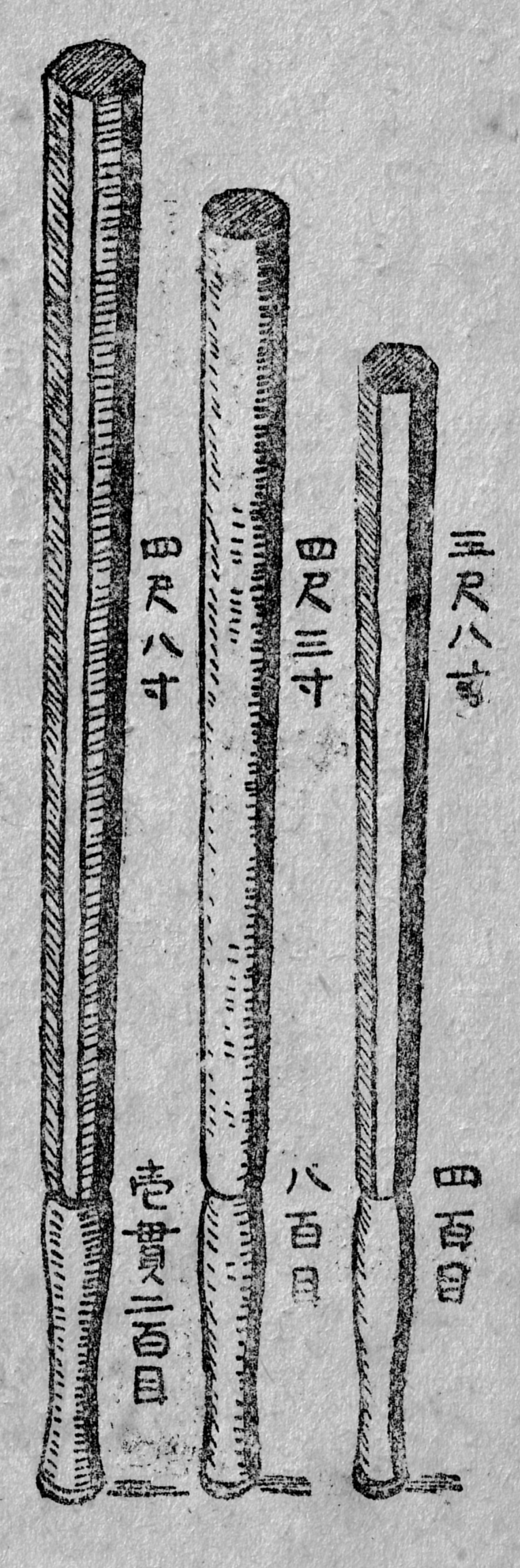
神道扶桑流で用いる重い「振り棒」
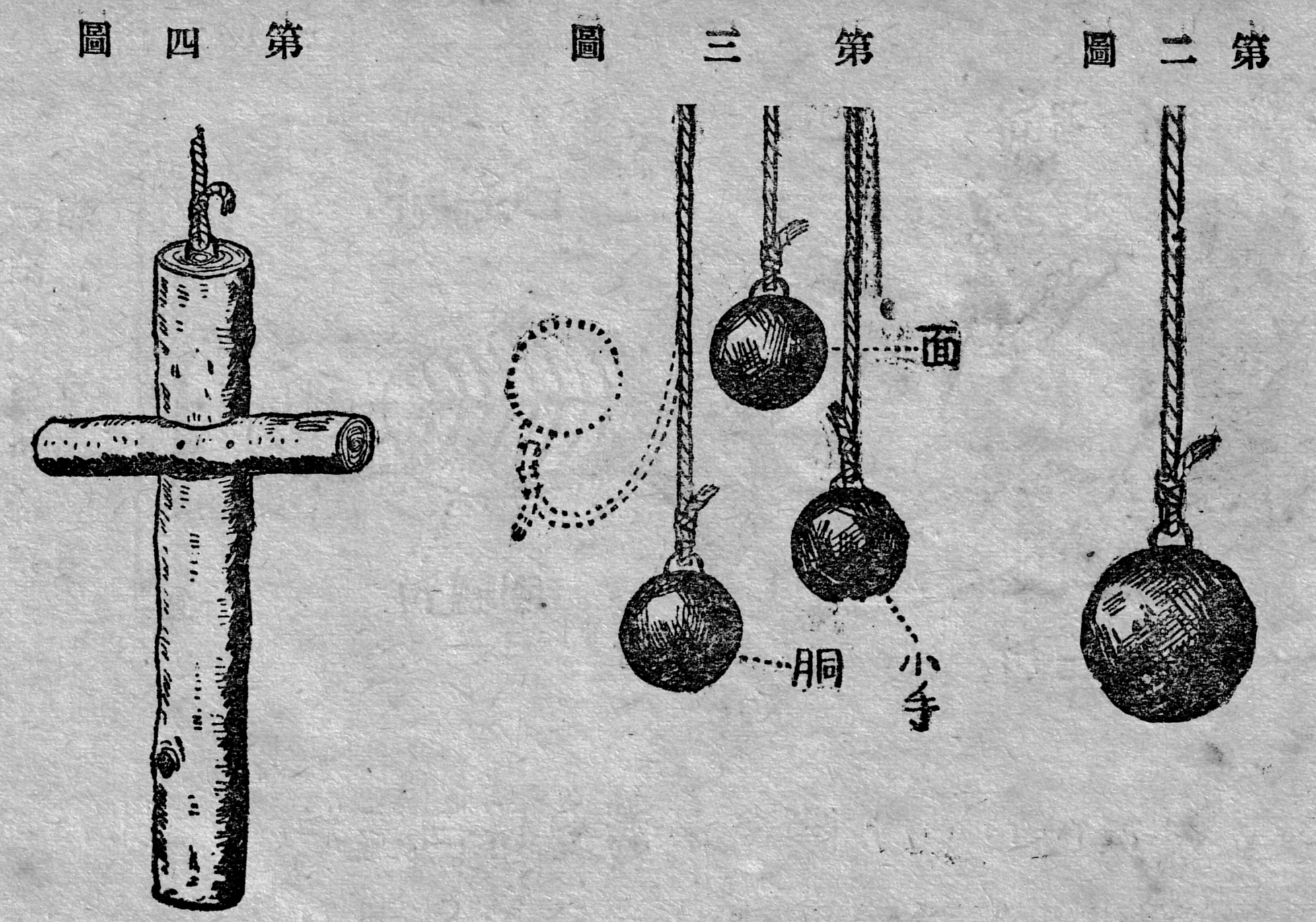
従来からある剣術独習器

## 門人と関係者
多くの門人、関係者がいたが、例として一部を記す。
永井尚知
『帝國尚武會制定型圖解』の著者。天神真楊流柔術家で講道館柔道四段。永武館を開いていた。
永井慶雄
神道六合流二代目。新宿区四谷の人。
鈴木清三（鈴木凌雲）
1905年に出版された『戦捷紀念 日本魂』の著者。号は凌雲斎。初め講道館で柔道を学ぶ。体育会の助教授を数年務めた後、野口の武徳館に入門。明治43年時点では神道六合流七段。
椎木敬文
茨城県の人。一技道を開いたことで知られる。1915年に上京し麻布の清心館で野口から神道六合流を学ぶ。通信教授生ではなく野口清の直門である。神道六合流の他に香取神道流、鹿島新當流、鞍馬流、真蔭流、為我流、講道館柔道(六段)なども学んでいる。
佐藤完實
帝国尚武会宮城支部長を務めた。鈴木監治郎より喜多流を学び初目録を許される。また武田惣角より大東流合気柔術を七年学び秘伝奥義の目録を得て教授代理となった。明治37年に帝国尚武会正会員になり目録免許状を得て宮城県支部長に任命された。同年秋季試合で三段となり、明治38年12月に四段に昇進する。後に六段となる。神道六合流と大東流合気柔術から婦人用の女子護身術（神道一天流）を編み出した。手解8本と基本形5本、初段7本、中段8本、上段10本の計38本からなる。
須藤繁吉兼清
栃木県の人。明治32年入門。明治34年9月野口の命により気楽流師範と試合して勝つ。同年に目録を得る。日露戦争で戦死。
中野銀郎剣堂
三重県の人で中野流の創始者。稲葉太郎の弟子である。大日本武徳会柔道五段、。
犬飼健勝（犬飼重雄）
兵庫県神戸市の人。練武館柔道、神変不動流を開く。
田中清太郎顕興
神道六合流を野口清から学ぶ。合気道、植芝盛平の門人。神略兵法神伝合気護身術を開く。
森本義男源信正
徳島県の人。1903年(明治36年)1月30日生まれ。幼少より武術を好み貫心流剣術、柳生一天流柔術の免許を得た。大正初期に上京し四谷区新宿で野口清から神道六合流を学び、1926年(大正15年)阿波郡土成字秋月城趾に森本道場「神刀六合館」、「文武館」を設けた。神道六合流の徳島支部。剣道(教士六段)、居合道(六段)、薙刀(三段)、貫心流、柳生一天流、香取神慮神道流などを修めた。
鴫原伊男治
帝国尚武会福島支部の柔道師範。 福島県安達郡木幡村。安達郡に伝わった真之神道流や天神真楊流を学んだ。帝国尚武会入会時、天神真楊流目録であった。大日本武徳会柔道八段。日本武道医学の中山清と交流があった。
富田兵左衛門
1839年(天保10年)生まれ。茨城県の為我流和、無比流杖術師範。東京の野口清と交流があった。帝国尚武会の正会員であり神道六合流目録免許を受けている。
萩原竹次郎
上州高崎（群馬県高崎市）出身の柔術家。 1869年(明治2年)生まれ。峯岸彌三郎から霞新流を学び22歳で免許を受けた。上京して野口清から神道六合流を学び、明治38年に神道六合流総傳と四段を許された。その後、南多摩鶴川村（東京都町田市）の萩原家を相続した。町田警察署柔道教師嘱託の傍ら帝国尚武会武相支部長を務めた。
草薙三四七信勝
香川県仲多度郡吉野村、無相流新柔術の師範。帝国尚武会香川支部。
西牧一雄
岡山県の人。1890年（明治23年）生まれ。神道六合流、不遷流柔術免許皆伝、大日本武徳会柔道四段。不遷流柔術を中藤覺助と田邊又右衛門門人の中杉増太義教から学んだ。また野口清について神道六合流を学び、野口門下の俊足として知られた。不遷流と神道六合流を折衷した神道不遷流を開き、私設の尚武館で指導した。
星彦十郎
宮城県、柳生心眼流師範。
浦野一次
『整法百技詳解』の著者。荒木流の師範。帝国尚武会道場部主任。
黒須春次
神道六合流四段。帝国尚武会道場部主任の浦野一次より荒木流免許皆伝を受ける。帝国尚武会で神道六合流を学びながら講道館柔道にも入門し修行した。後に講道館柔道九段となった。
坂井西雄
福井県鯖江市の人。上京し大学で学問を学ぶ傍ら神道六合流と講道館柔道を修業した。帰郷後、学校、警察、憲兵隊嘱託をうけ進武館を開いた。
秋元文雄
愛媛県今治市の人。帝国尚武会で神道六合流を修行して免許を得た。また大阪の櫻井德三郎から天神真楊流を学んだ。高松壽嗣の最古参の門人で九鬼神流等を修行している。講道館柔道、大日本武徳会の有段者でもあった。
奥山松蔵
山形県米沢市の人。野口清に就いて神道六合流を学んだ。
ブロンクホルスト
ドイツ人のボクサー。日本に来て帝国尚武会に入り柔術を学ぶ。野口正八郎と板垣退助から相撲取になることを薦められた。

### 関係者
野口正八郎
野口清の兄。剣術家。1872年1月8日(明治5年)に栃木県下都賀郡絹村に生まれる。幼少より父長重から武術教育を受ける。明治30年頃に上京し下谷区に剣術道場を開いていた。明治36年7月に帝国尚武会を設立。
深井子之吉
戸塚派揚心流師範で野口の協力者。大竹森吉の門人。帝国尚武会実習部主任を務めた。『奥秘龍之巻』、『奥秘虎之巻』の著者。
武部兵吉郎(武部白山)
『剣術極意秘傳』の著者。北海道函館の剣術家。野口正八郎の妻の父親である。
河合昇道
剣術家。神道扶桑流師範。
山本晋
弓術家。『弓術教範』の著者。